# Адильханов, Темирлан Елуханович
Темирлан Адильханов (каз. Темірлан Елуханұлы Әділханов; род. 28 марта 1994, Кировский, Талды-Курганская область) — казахстанский футболист, защитник.

## Карьера
Воспитанник талдыкорганского футбола. В 2010-12 годах выступал за дубль «Жетысу», сыграв 44 игры. В 2013 году выступал в первой лиге в составе ФК «Окжетпес». В 2014 году вернулся в «Жетысу», выступал и за основную команду, и за дубль.
Привлекался в молодёжную сборной Казахстана.